# Asteroschema monobactrum
Asteroschema monobactrum är en ormstjärneart som beskrevs av Hubert Lyman Clark 1917. Asteroschema monobactrum ingår i släktet Asteroschema och familjen Asteroschematidae. Inga underarter finns listade i Catalogue of Life.